# Begonia acutitepala
Espèce
Begonia acutitepala est une espèce de plantes de la famille des Begoniaceae.
Ce bégonia est originaire du Yunnan, en Chine. L'espèce fait partie de la section Diploclinium ; elle a été décrite en 2000 par les botanistes chinois Kai Yun Guan et Dai Ke Tian. L'épithète spécifique, acutitepala, signifie « à tépale pointu ».